# تئاتر (فیلم)
تئاتر (انگلیسی: Theatre) یک فیلم در سبک صامت به کارگردانی ماریو بنارد است که در سال ۱۹۲۸ منتشر شد. از بازیگران آن می‌توان به مارچلا آلبانی، هاینریش گئورگه، ژان برادین، زیگ آرنو، ایتا رینا و پاول هوربیگر اشاره کرد.